# Willy Brandt
Willy Brandt, nato Herbert Ernst Karl Frahm (Lubecca, 18 dicembre 1913 – Unkel, 8 ottobre 1992), è stato un politico tedesco, cancelliere federale della Germania Ovest dal 21 ottobre 1969 al 6 maggio 1974.
Membro del Partito Socialdemocratico di Germania (SPD), di cui fu presidente dal 1964 al 1987, è stato anche sindaco di Berlino Ovest dal 1957 al 1966, ministro degli esteri e vicecancelliere dal 1966 al 1969, presidente dell'Internazionale Socialista dal 1976 al 1992.
La sua politica estera è nota come Ostpolitik, politica di normalizzazione dei rapporti con la Repubblica Democratica Tedesca e con gli altri paesi del blocco orientale a partire dall'inizio degli anni settanta; per essa gli venne conferito il premio Nobel per la pace il 10 dicembre 1971.
Si dimise dalla carica di Cancelliere dopo la scoperta del coinvolgimento di un suo consigliere, Günter Guillaume, in una rete di spionaggio a favore della Stasi, i servizi segreti della Germania Est.

## Biografia

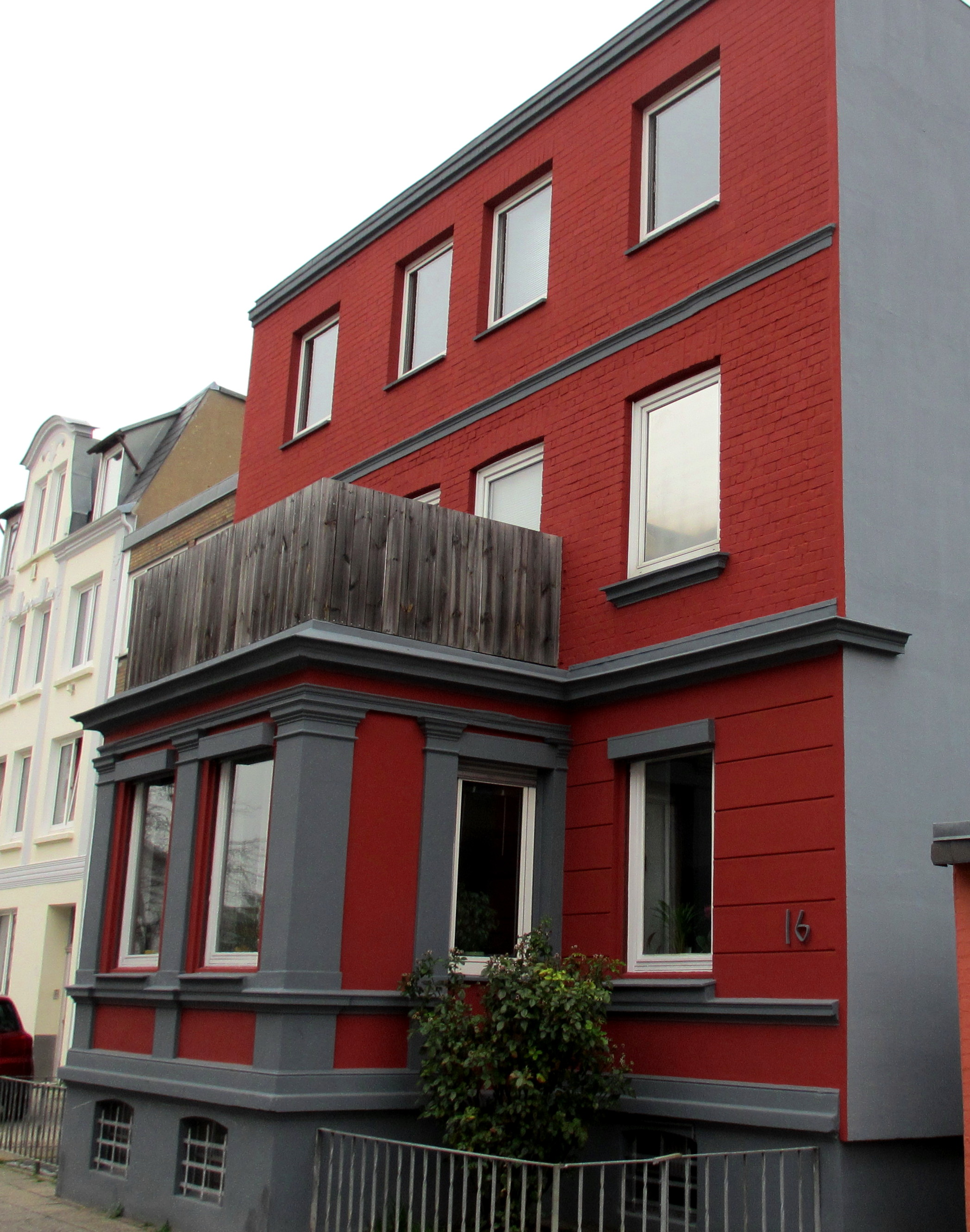
La casa natale di Brandt in Meierstraße di Lubecca (2013)

Willy Brandt era figlio di Martha Frahm, cassiera e ragazza madre, e dell'insegnante amburghese John Heinrich Möller, morto nel 1958. Fu allevato dalla madre e dal nonno; non conobbe il padre e, una volta cresciuto, non volle mai incontrarlo, pur sapendo dove abitava. Nel 1929 entrò nella gioventù socialista e un anno dopo nella SPD. L'anno successivo, 1931, passò al Partito Socialista dei Lavoratori della Germania.
Nel 1932 si diplomò al ginnasio Johanneum di Lubecca. Dopo il 1933 e la presa del potere da parte di Adolf Hitler, il partito fu dichiarato illegale. I suoi membri decisero di opporsi clandestinamente al nazionalsocialismo e Brandt fu incaricato di costituire una cellula di opposizione a Oslo; emigrò quindi in Norvegia, assumendo nel 1934 il nome di copertura di Willy Brandt, che nel 1949 divenne il suo nome ufficiale.
Con il nome di copertura di Gunnar Gaasland tornò in Germania da settembre a dicembre del 1936; in seguito si recò in Spagna come reporter di guerra nella guerra civile spagnola.
Nel 1938 il regime nazista lo espulse e lo privò della cittadinanza; Brandt fece quindi richiesta della cittadinanza norvegese. Durante l'occupazione tedesca della Norvegia nella seconda guerra mondiale fu per un breve periodo prigioniero dei tedeschi (al momento della cattura indossava una divisa norvegese e non venne riconosciuto); dopo il rilascio fuggì in Svezia. Nell'agosto 1940 l'ambasciata norvegese di Stoccolma gli concesse la cittadinanza norvegese. Rimase a Stoccolma fino alla fine della guerra.
Nel 1945 tornò in Germania come corrispondente per alcuni giornali scandinavi e nel 1948 riacquisì la cittadinanza tedesca; l'anno successivo il nome Willy Brandt divenne il suo nome ufficiale.

## Carriera politica

### Berlino

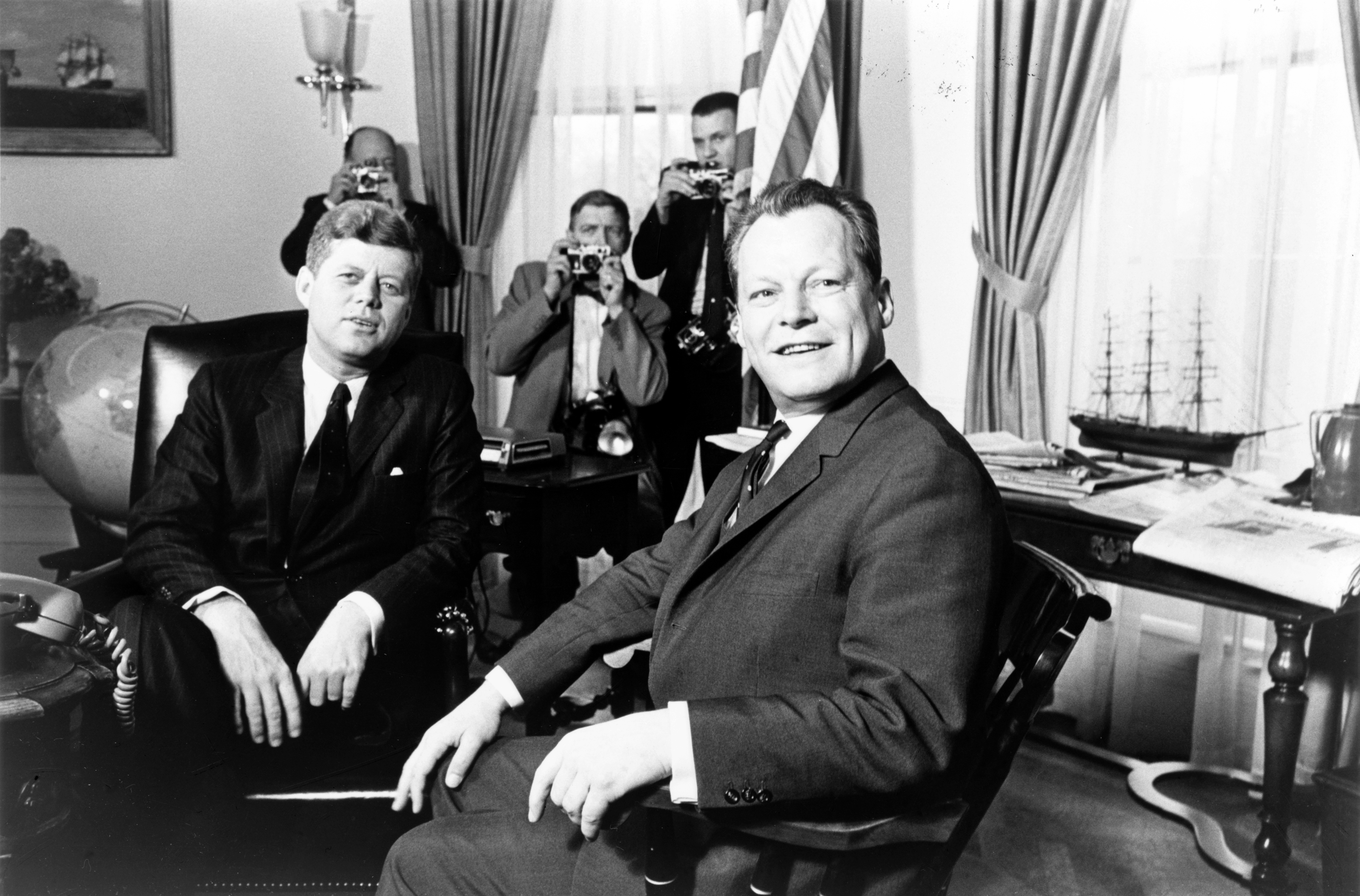
Brandt con il Presidente Kennedy nel 1961

La sua carriera politica cominciò nel 1949 come deputato della SPD per la città di Berlino presso il primo Bundestag tedesco. Nel complesso fece parte del Bundestag dal 1949 al 1957, dal 1961 fino al 27 dicembre 1961 e dal 1969 fino alla sua morte, in tutto per quasi 31 anni. Nel 1950 divenne membro del consiglio comunale (Abgeordnetenhaus) di Berlino, mandato dal quale si dimise solo nel 1971, due anni dopo la sua elezione a cancelliere. Nel 1955 divenne presidente del consiglio comunale di Berlino e dal 1957 al 1966 fu sindaco della città. Questa carica gli valse enorme popolarità per merito del suo atteggiamento deciso nei confronti dell'ultimatum di Chruščёv nel 1958 e durante la costruzione del muro nel 1961. Dal 1º novembre 1957 al 31 ottobre 1958 fu Presidente del Bundesrat.

### Ministro e vicecancelliere
Nelle elezioni del 1961 Brandt fu il candidato cancelliere per il suo partito contro Konrad Adenauer dell'Unione Cristiano Democratica (CDU), ma fu sconfitto. Nel 1964 divenne presidente della SPD, posizione che mantenne fino al 1987. Nel corso delle elezioni del 1965 fu nuovamente sconfitto da Ludwig Erhard; dopo il ritiro di quest'ultimo, avvenuto nel 1966, divenne cancelliere Kurt Georg Kiesinger (CDU), che formò una coalizione allargata (Große Koalition) con la SPD. Brandt divenne ministro degli esteri e vicecancelliere.

### Cancelliere

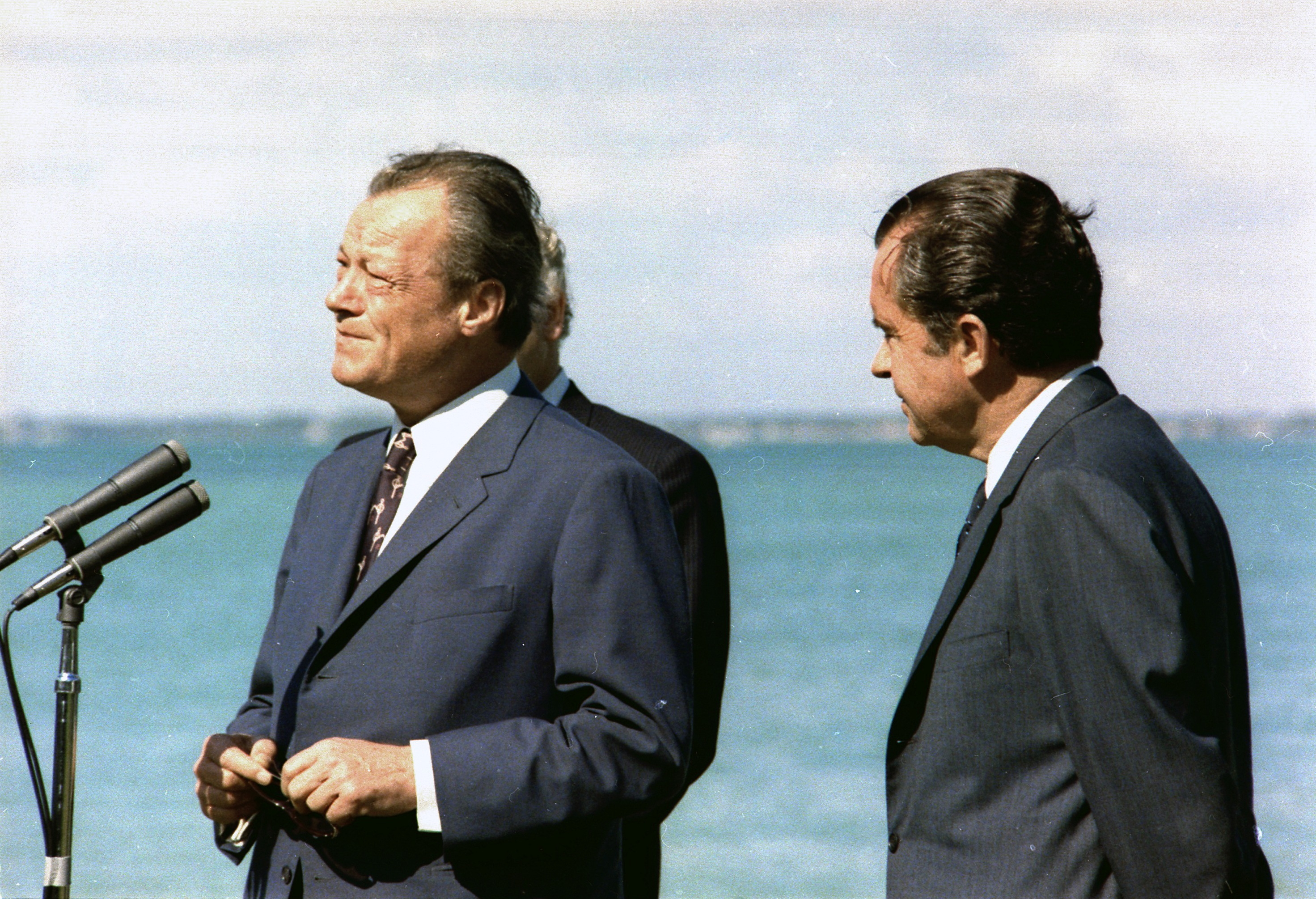
Willy Brandt con Richard Nixon, Presidente degli Stati Uniti d'America, nel 1970

Dopo le elezioni del 1969 Willy Brandt formò una coalizione con la FDP, formando il primo governo Brandt. La coalizione disponeva di una maggioranza risicata (sei voti) e Brandt divenne il quarto cancelliere della storia della Repubblica Federale. Il periodo di Brandt fu caratterizzato dalla cosiddetta Ostpolitik, finalizzata a ridurre la tensione della guerra fredda, che portò alla stipulazione di diversi trattati con l'Unione Sovietica e la Polonia e in seguito ad un trattato con la DDR. Furono il motivo principale per cui gli venne conferito il premio Nobel per la pace nel 1971.

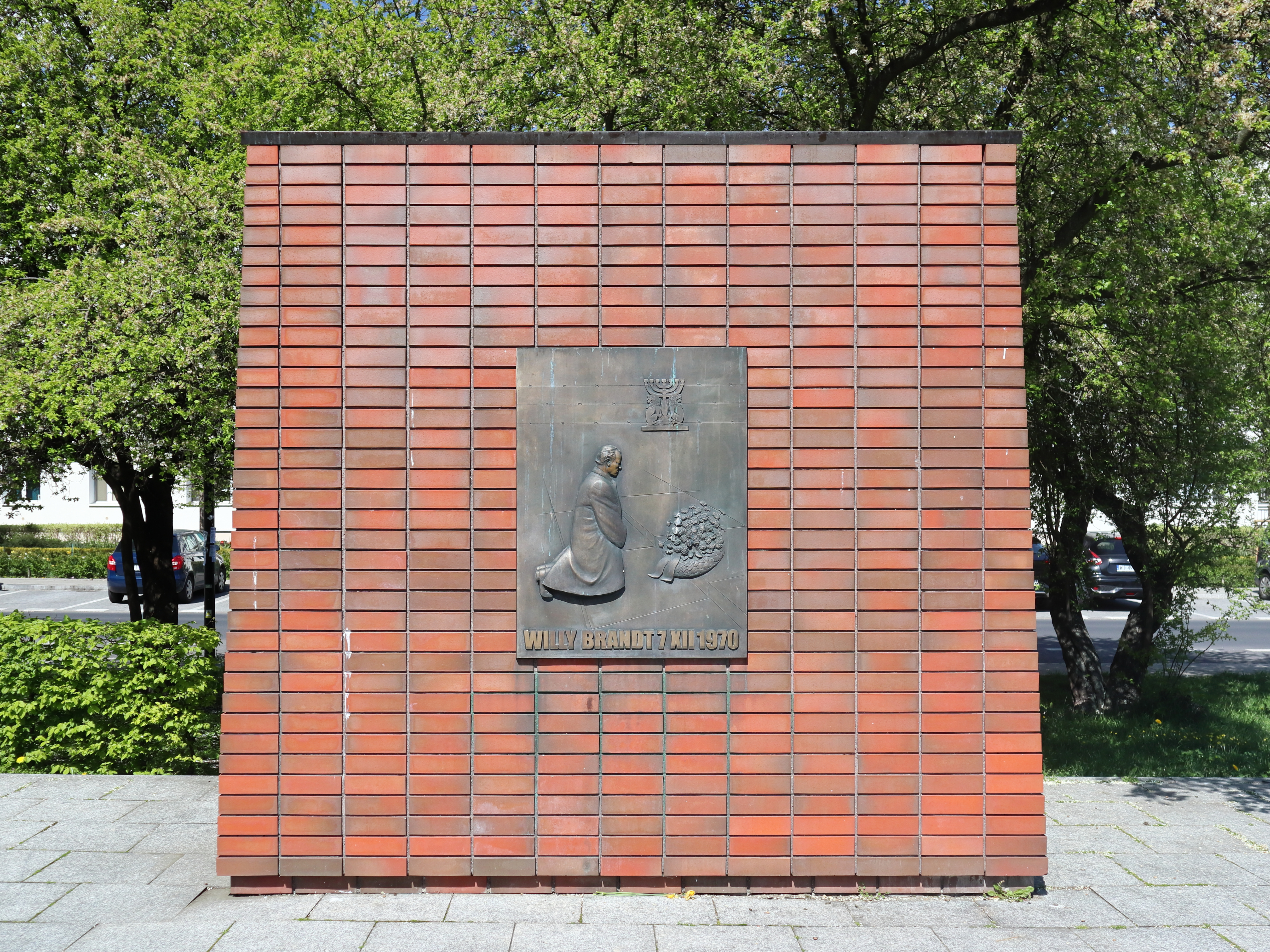
Monumento dedicato a Willy Brandt a Varsavia, poco lontano dal monumento agli eroi del Ghetto

Il 7 dicembre 1970, mentre si trovava a Varsavia per la firma del trattato, in occasione della visita al monumento in memoria della distruzione del ghetto di Varsavia, Brandt si inginocchiò. Il gesto, che suscitò scalpore nel mondo, fu valutato in modo controverso in patria. Per sua dichiarazione successiva, fu una silenziosa e dovuta ammissione di colpa da parte di una persona che, pur esterna ed estranea all'accaduto, se ne prendeva carico in quanto appartenente al popolo tedesco. Poche ore dopo quest'episodio, firmò il trattato di Varsavia con il quale la Repubblica Federale di Germania riconobbe la Linea Oder-Neisse, rinunciando a qualsiasi rivendicazione territoriale.
Benché gli storici attuali affermino che i trattati contribuirono al futuro crollo dei governi comunisti e che posero le basi per la riunificazione tedesca, ai tempi Brandt incontrò una forte opposizione da parte dei partiti conservatori, che lo accusarono di aver conferito maggiore potere al governo della DDR tramite l'accordo di reciproco riconoscimento concluso nel 1972.
Dall'inizio della legislatura e fino al 1972 molti deputati della SPD e della FDP cambiarono schieramento, passando all'Unione CSU/CDU, cosicché quest'ultima si ritrovò con un numero tale di parlamentari che, per una manciata di voti, la coalizione perse la maggioranza. Il capogruppo della CDU/CSU, Rainer Barzel, ritenne quindi di poter sostituire Brandt utilizzando l'istituto della sfiducia costruttiva. Gli mancarono due voti per divenire cancelliere (in seguito venne appurato che almeno un deputato della CDU era stato corrotto dalla DDR). Anche la coalizione guidata da Brandt non aveva una maggioranza che le permettesse di operare, per cui nel settembre del 1972 Brandt pose la mozione di fiducia: come consuetudine i ministri si astennero, la mozione fu respinta e il presidente Gustav Heinemann sciolse quindi il Bundestag.
La campagna elettorale per le elezioni del '72 si trasformò in un vero e proprio referendum su Willy Brandt e la sua Ostpolitik, tanto che lo slogan elettorale dei socialdemocratici fu "Willy Brandt muss Kanzler bleiben!" (Willy Brandt deve rimanere Cancelliere!). Brandt vinse le elezioni con largo margine, facendo guadagnare alla SPD tre milioni di voti.
Confermato cancelliere, Brandt ebbe a disposizione una larga maggioranza nel Bundestag e formò, sempre con i liberali, il secondo governo Brandt. Per la prima volta la SPD era il gruppo parlamentare più numeroso e quindi la ratifica dei trattati con i paesi dell'Est era assicurata.
Il 6 maggio 1974 Brandt si dimise a causa del coinvolgimento di un suo collaboratore, Günter Guillaume, in uno scandalo spionistico. Il successore fu Helmut Schmidt, ma Brandt rimase presidente della SPD.

### Dopo le dimissioni

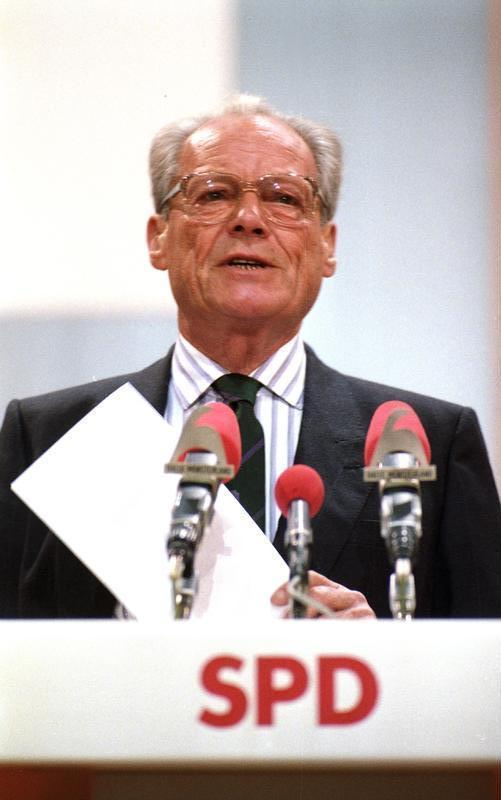
Willy Brandt nel 1988 al raduno del partito a Münster

Nel 1976 Brandt divenne presidente dell'Internazionale socialista e lo rimase fino al 1992, mentre fu membro del Parlamento europeo dal 1979 al 1983.
Nel 1977 assunse la guida della Independent Commission for International Developmental Issues, nota anche come Commissione Nord-Sud (North-South Commission), che il 12 febbraio 1980 presentò il proprio rapporto conclusivo (il cosiddetto Brandt-Report) al Segretario generale delle Nazioni Unite a New York.
Nel 1987 si dimise dalla guida della SPD in seguito alle pesanti critiche ricevute per aver proposto Margarita Mathiopoulos come portavoce del partito e fu nominato presidente onorario a vita del partito, alla cui guida gli successe Hans-Jochen Vogel.
Brandt continuava a far parte del Bundestag e, come membro anziano, presiedette, dopo le elezioni del 1987, la prima seduta della nuova legislatura. Nel 1990 Brandt aprì il primo Bundestag congiunto dopo la riunificazione, realizzando il suo sogno di una vita.

## Morte e riconoscimenti

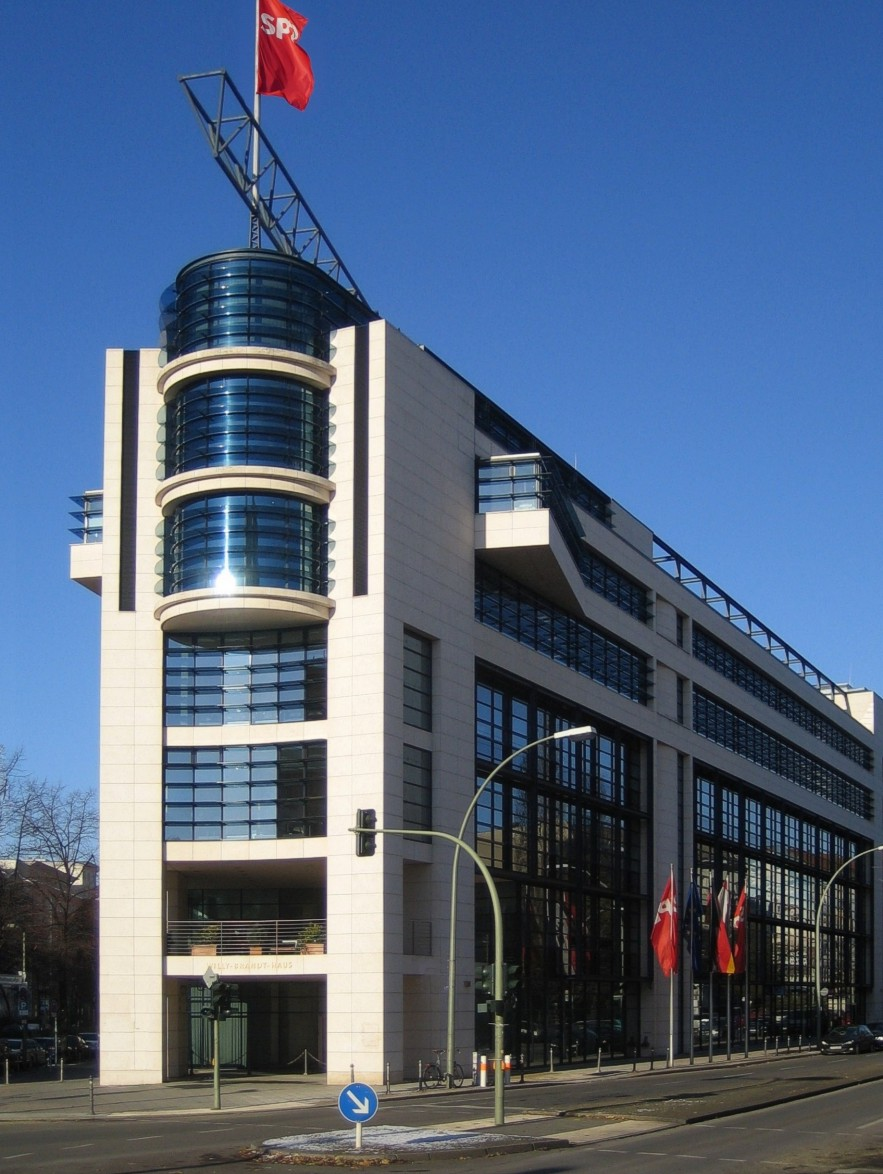
La Willy-Brandt-Haus

Nel 1991 gli fu diagnosticato un tumore all'intestino in stadio avanzato e morì l'8 ottobre 1992 a Unkel, all'età di 78 anni.
È sepolto presso il cimitero di Zehlendorf a Berlino-Nikolassee a fianco di Ernst Reuter, suo (non immediato) predecessore come sindaco di Berlino. Al suo funerale venne intonato dalla banda un canto degli spartachisti tedeschi, a ricordare la militanza di Willy Brandt nella Resistenza.
Quando il suo partito, la SPD, trasferì la sede nazionale da Bonn a Berlino, nei primi anni novanta, gli dedicò la sede nazionale: la Willy-Brandt-Haus.
Gli è stato intitolato il nuovo aeroporto di Berlino-Brandeburgo (Flughafen Brandenburg Willy Brandt). L'apertura, inizialmente prevista per il giugno 2012, è avvenuta il 31 ottobre 2020.

## Opere
- 1960 Mein Weg nach Berlin
- 1968 Politica di pace in Europa (Friedenspolitik in Europa) - Milano, Sugar, 1971
- 1976 La politica di un socialista, (1960-1975) (Begegnungen und Einsichten 1960-1975) - Milano, Garzanti, 1979
- 1986 La corsa agli armamenti e la fame nel mondo (Der organisierte Wahnsinn) - Milano, Sperling & Kupfer, 1987
- 1989 Memorie (Erinnerungen) - Milano, Garzanti, 1991

### In italiano
- Giovanni Bernardini, Nuova Germania, antichi timori. Stati Uniti, Ostpolitik e sicurezza europea, Bologna, Il Mulino, 2013 ISBN 978-88-15-24693-6
- Nestore di Meola, Willy Brandt raccontato da Klaus Lindenberg, Soveria Mannelli, Rubbettino, 1998 ISBN 88-7284-712-5

### In inglese
- Barbara Marshall, Willy Brandt, A Political Biography, Palgrave Macmillan, 1997 ISBN 0-312-16438-6
- Ernest Mandel, Willy Brandt and Petra Kelly, in New Left Review, I, n. 196, New Left Review, novembre–dicembre 1992.

### In tedesco
- Helga Grebing, Willy Brandt. Der andere Deutsche. (ISBN 978-3-7705-4710-4)
- Hans-Joachim Noack, Willy Brandt. Ein Leben, ein Jahrhundert. Rowohlt Berlin Verlag, Berlin 2013
- Egon Bahr: „Das musst du erzählen.“ Erinnerungen an Willy Brandt. Propyläen, Berlin 2013, ISBN 978-3-549-07422-0.
- Lars Brandt: Andenken. Carl-Hanser-Verlag, München 2006, ISBN 3-446-20710-4.
- Brigitte Seebacher-Brandt: Willy Brandt. Piper-Verlag, München 2013, ISBN 978-3-492-30430-6.
- Helga Grebing: Willy Brandt. Der andere Deutsche. Wilhelm-Fink-Verlag, Paderborn 2008, ISBN 978-3-7705-4710-4.
- Peter Hoeres: Außenpolitik und Öffentlichkeit. Massenmedien, Meinungsforschung und Arkanpolitik in den deutsch-amerikanischen Beziehungen von Erhard bis Brandt. (Reihe: "Studien zur Internationalen Geschichte Bd. 32"), De Gruyter Oldenbourg, München 2013.
- Gunter Hofmann: Willy Brandt und Helmut Schmidt. Geschichte einer schwierigen Freundschaft. Verlag C.H. Beck, München 2012, ISBN 978-3-406-63977-7.
- Torsten Körner: Die Familie Willy Brandt. S. Fischer, Frankfurt am Main 2013, ISBN 978-3-10-040407-7.
- Gertrud Lenz: Gertrud Meyer 1914–2002. Ein politisches Leben im Schatten Willy Brandts. Verlag Ferdinand Schöningh, Paderborn 2013, ISBN 978-3-506-77569-6.
- Einhart Lorenz: Willy Brandt. Deutscher – Europäer – Weltbürger. Kohlhammer-Verlag, Stuttgart 2012, ISBN 978-3-17-021245-9.
- Peter Merseburger: Willy Brandt, 1913–1992. Visionär und Realist. DVA, Stuttgart 2002, ISBN 3-423-34097-5.(also on 6 CDs, 2004, ISBN 3-8291-1398-6.)
- Judith Michel: Willy Brandts Amerikabild und -politik 1933–1993. Bonn University Press im Verlag Vandenhoeck & Ruprecht, Göttingen 2010.
- Horst Möller, Maurice Vaïsse (Hrsg.): Willy Brandt und Frankreich. Oldenbourg-Verlag, München 2005, ISBN 3-486-57649-6 (Schriftenreihe der Vierteljahrshefte für Zeitgeschichte, Sondernummer).
- Albrecht Müller: Brandt aktuell – Treibjagd auf einen Hoffnungsträger. Westend Verlag, Frankfurt am Main 2013, ISBN 978-3-86489-064-2.
- Hans-Joachim Noack: Willy Brandt. Ein Leben, ein Jahrhundert. Rowohlt Berlin Verlag, Berlin 2013, ISBN 978-3-87134-645-3.
- Steffen Raßloff (Hrsg.): „Willy Brandt ans Fenster!“ Das Erfurter Gipfeltreffen 1970 und die Geschichte des „Erfurter Hofes“. Glaux-Verlag, Jena 2007, ISBN 978-3-940265-05-0.
- Bernd Rother (Hrsg.): Willy Brandts Außenpolitik. Springer VS Verlag, Wiesbaden 2014, ISBN 978-3-658-02918-0.
- Kai Schlüter: Günter Grass auf Tour für Willy Brandt. Die legendäre Wahlkampftour 1969. Ch. Links Verlag, Berlin 2011, ISBN 978-3-86153-647-5.
- Jan Schönfelder; Rainer Erices: Willy Brandt in Erfurt. Das erste deutsch-deutsche Gipfeltreffen 1970. Christoph-Links-Verlag, Berlin 2010, ISBN 978-3-86153-568-3.